# 주금
주금(酎金)은 고대 중국의 조정에서 제사를 지낼 때 금을 갹출하던 제도로, 전한 때 시행되었다.

## 개요
문제 때부터 시행되었다. 주(酎)는 여러 번 발효시킨 술로, 새해 첫날에 빚어서 8월까지 숙성시켰다. 8월이 되면 이 '주'를 종묘에 바치는 의식을 행하고, 이때 열후들에게서 봉국의 호구 수에 따른 일정량의 황금을 징수하였다. 1,000호당 황금 4냥을 징수하였으며, 호구 수가 이에 미치지 못하는 자는 양조를 거들었다. 교지·구진·일남에는 길이 9촌 이상의 코뿔소 뿔이나 대모의 등딱지를, 또 울림에는 길이 3척 이상의 상아 또는 비취를 황금에 준하여 부과하였고, 거두어들인 물품들은 소부가 관리하였다.

## 주금 사건
무제 때인 원정 5년(기원전 112년), 전한에서는 남월 정벌을 계획하였다. 이때 복식이란 자가 종군을 자청하니, 무제는 복식을 치하하여 천하에 이를 포고하였다. 그러나 백 명이 넘는 열후들 중 아무도 따라나서는 이가 없었다.
이러하던 차에, 주를 바치는 의식을 행하던 중 소부 당이 헌상된 금을 조사하여 금의 순도가 규정에 미치지 못함을 발견하였다. 이에 105명의 열후가 연루되어 작위가 박탈되었고, 승상 조주는 이 사실을 알고도 규탄하지 않은 죄로 스스로 목숨을 끊었다.
역시 열후였던 조주를 포함한 106명의 열후가 봉국을 잃었고, 고제의 공신의 자손으로써 봉국을 유지하고 있었던 집안은 이를 계기로 거의 명맥이 끊겼다.

## 출전
- 사마천, 《사기》 권30 평준서
- 반고, 《한서》 권6 무제기 · 권24하 식화지 下